# Straßen- und Wegebau

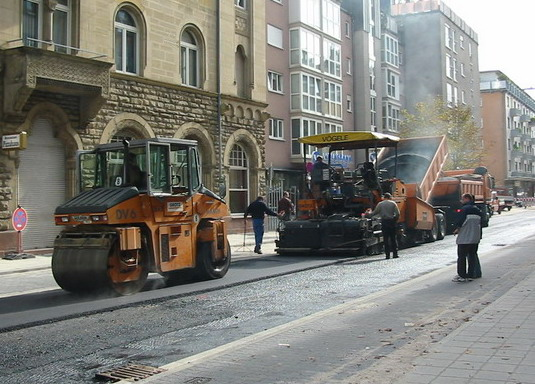
Asphalteinbau auf einer innerstädtischen Straße

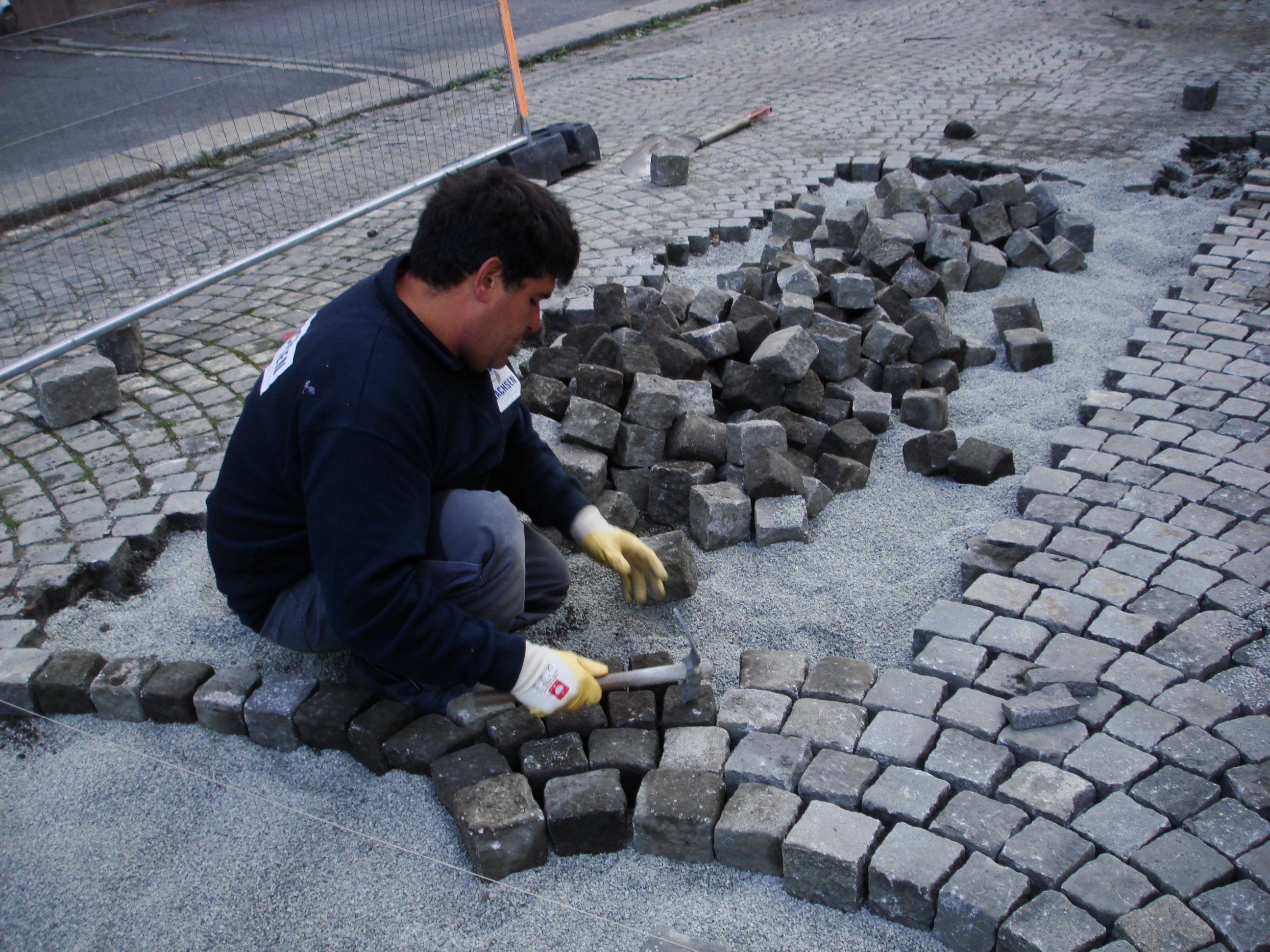
Natursteinpflaster im Segmentbogen verlegt

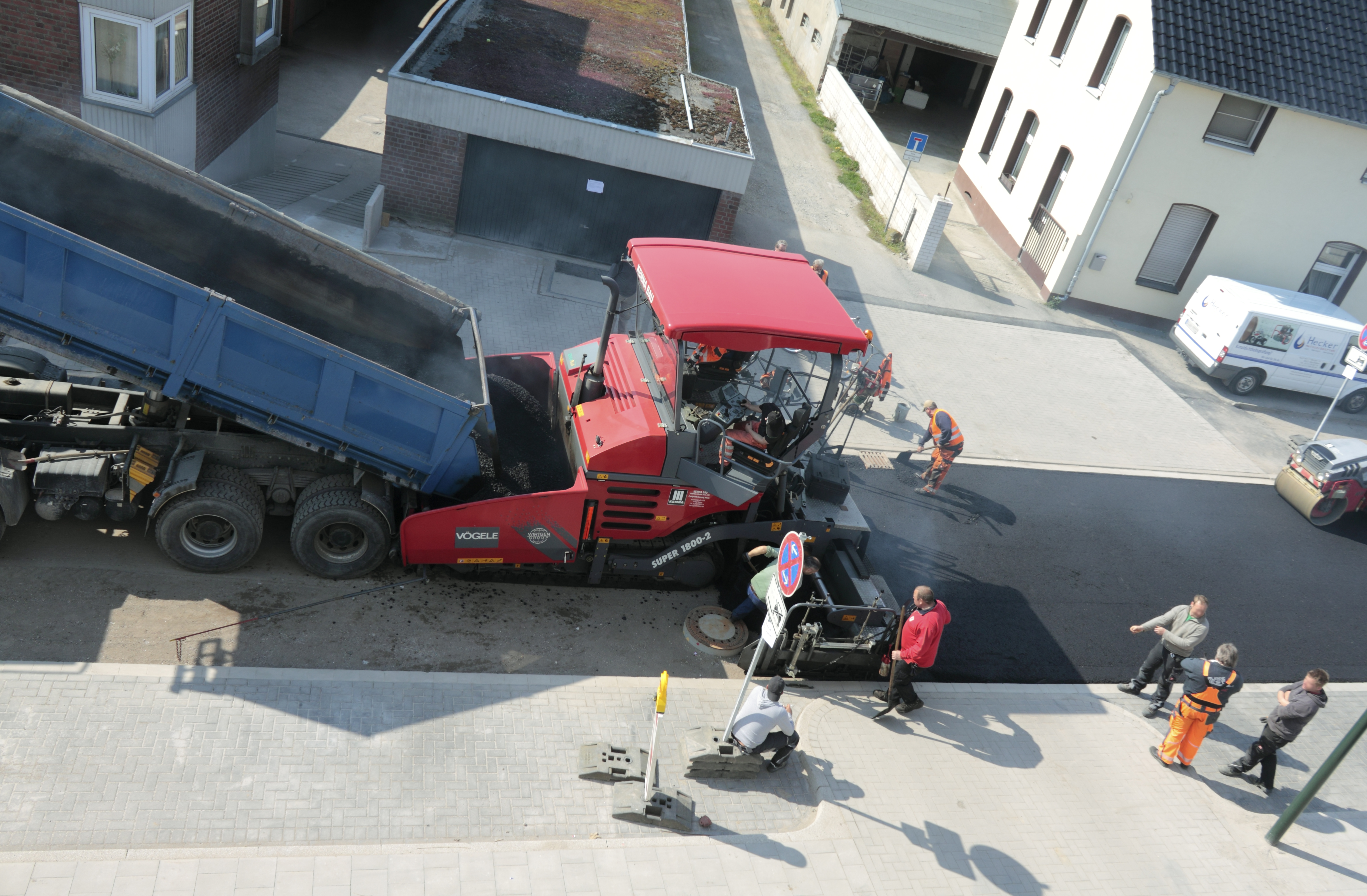
Straßenbau in Düsseldorf-Volmerswerth (2014)

Der Straßen- und Wegebau umfasst den Entwurf, die Herstellung und die Erhaltung von Straßen und Wegen für den Fuß- und Fahrzeugverkehr. Zum Straßen- und Wegebau als solches zählen die Herstellung der ungebundenen Oberbauschichten, die Pflasterarbeiten sowie Asphaltarbeiten, und auch der Bau von Entwässerungsanlagen und Böschungsbefestigungen sowie der Straßenausstattung. Im weiteren Sinne ist der Straßen- und Wegebau Bestandteil des Verkehrsbauwesens und zählt damit zu den Teilbereichen des Bauingenieurwesens.
Der Bau von Straßen und Wegen ist erforderlich, da natürlich gewachsener Boden als Verkehrsfläche ungeeignet ist und die Anforderungen des modernen Transport- und Verkehrswesens nicht erfüllen kann. Zu den Zielen des modernen Straßenbauwesens gehört es, dauerhafte und sichere Verkehrsflächen zu schaffen, die gleichzeitig möglichst umweltverträglich und wirtschaftlich sind.
Der Straßenbau arbeitet eng mit anderen Fachbereichen des Tiefbaus zusammen. Dazu zählt insbesondere der Erdbau, mit dessen Hilfe das Gelände für den Straßenbau vorbereitet wird. Mit Hilfe des Brückenbaus und Tunnelbaus werden Ingenieurbauwerke für den Straßenbau erstellt.

## Geschichte
Nachfolgend wird die geschichtliche Entwicklung des Straßen- und Wegebaus von den Anfängen bis in die Gegenwart dargestellt. Dabei werden in erster Linie Aspekte der Bautechnik betrachtet.

### Frühgeschichte
Der Straßen- und Wegebau ist fest mit der Menschheitsgeschichte verbunden und reicht bis in deren Anfänge zurück. Die ersten Wege waren jedoch nicht planmäßig „gebaut“, sondern von der Natur vorgegeben. Die Menschen lernten die natürlichen Gegebenheiten für die Jagd und den Transport zu nutzen. Eine dauerhafte Befestigung war aufgrund des Nomadendaseins nicht notwendig. Erst mit der Sesshaftwerdung und der Entstehung von Hochkulturen (Erfindung des Rades) wurden zunächst Wege und später Straßen angelegt. Somit konnten Personen und Güter rascher und bequemer transportiert werden. Breite Straßen waren anfangs nur für religiöse Zwecke gedacht oder sollten den Herrschaftsanspruch verdeutlichen. Neben dem Handel (Handelsstraßen) waren vor allem auch militärische Zwecke (Heerstraßen) ausschlaggebend für den Bau weitreichender Straßen- und Wegenetze. Im frühen Altertum waren nach bisheriger Kenntnis die Babylonier, Ägypter und Perser die ersten Völker, die sich die Vorteile eines ausgebauten Verkehrsnetzes zu Nutze machten und spezielle Techniken auf diesem Gebiet entwickelten. Die Bautechnik dieser frühen Straßen war sehr unterschiedlich ausgeprägt und abhängig vom Entwicklungsstand der jeweiligen Kultur. Neben einfachen Erdstraßen wurden zu dieser Zeit auch Bohlenwege oder Schotterstraßen angelegt. Besondere Prachtstraßen, wie etwa die Prozessionsstraße in Babylon, erhielten schon früh einen Pflasterbelag.

### Antike

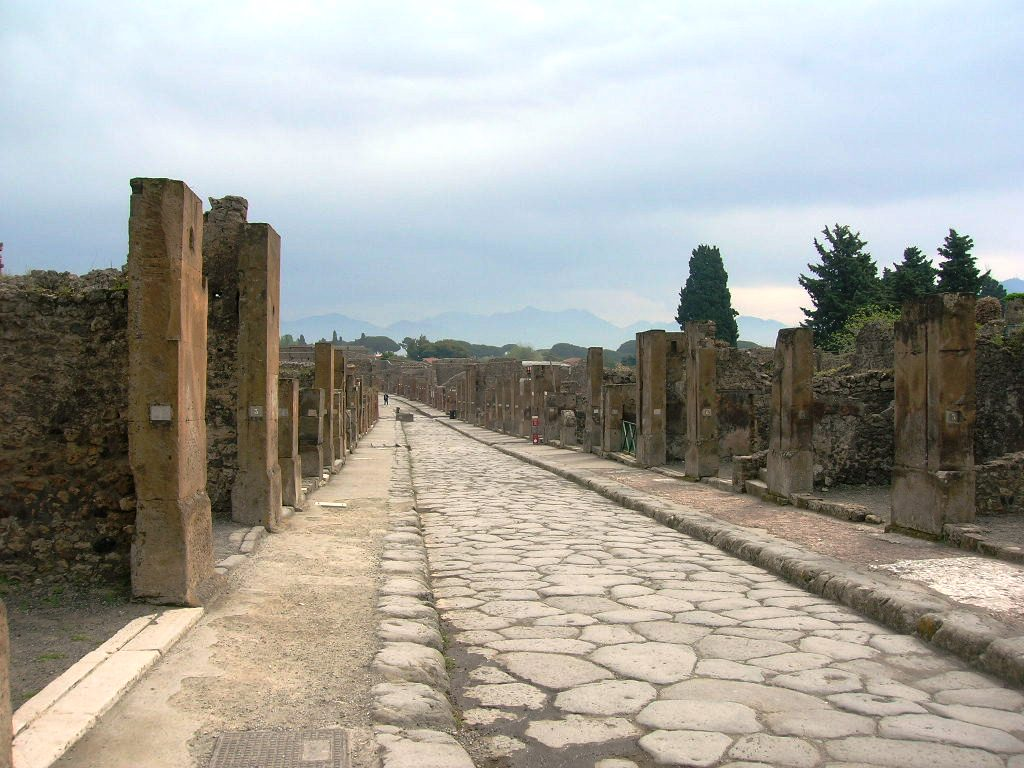
Gepflasterte Römerstraße in Pompeji

Mit der Ausdehnung des Römischen Reiches und der ständigen Weiterentwicklung der Straßenbautechnik entstand ein äußerst dauerhaftes und weitreichendes Straßen- und Wegenetz in Europa. Viele dieser Römerstraßen sind noch heute vorhanden, der Streckenverlauf vieler Fernstraßen (besonders in den Alpen) deckt sich mit dem Verlauf der damaligen Römerstraßen. Neben der Anwendung des Pflasterbaus nutzen die römischen Baumeister auch die antike Form des Betons (Opus caementitium) zur Befestigung der Straßen. Unterhalb der Deckschicht befanden sich verschiedene Schichten aus feinem und grobem Gestein, um die Tragfähigkeit und Dauerhaftigkeit zu verbessern. Sie waren zudem schon mit einer Querneigung angelegt, sodass das Regenwasser rasch abgeleitet wurde.

### Mittelalter
Nachdem der Straßenbau zur Zeit der Römer außerordentliche Fortschritte gemacht und sich eine „Straßenbaukunst“ gebildet hatte, geriet das Wissen um den Straßenbau mit dem Beginn des Mittelalters in Vergessenheit. Vielerorts wurden wenig dauerhafte Erdwege angelegt, nur wenige Stadtstraßen waren mit einem Pflasterbelag ausgestattet. Die vorhandenen Römerstraßen wurden zwar weiterhin genutzt, verfielen jedoch durch Krieg und mangelnden Unterhalt zunehmend. Erst mit der Erhebung von Wegezöllen wurde ein Teil der Einkünfte in den Straßenbau und in die Straßenerhaltung investiert.

### Neuzeit

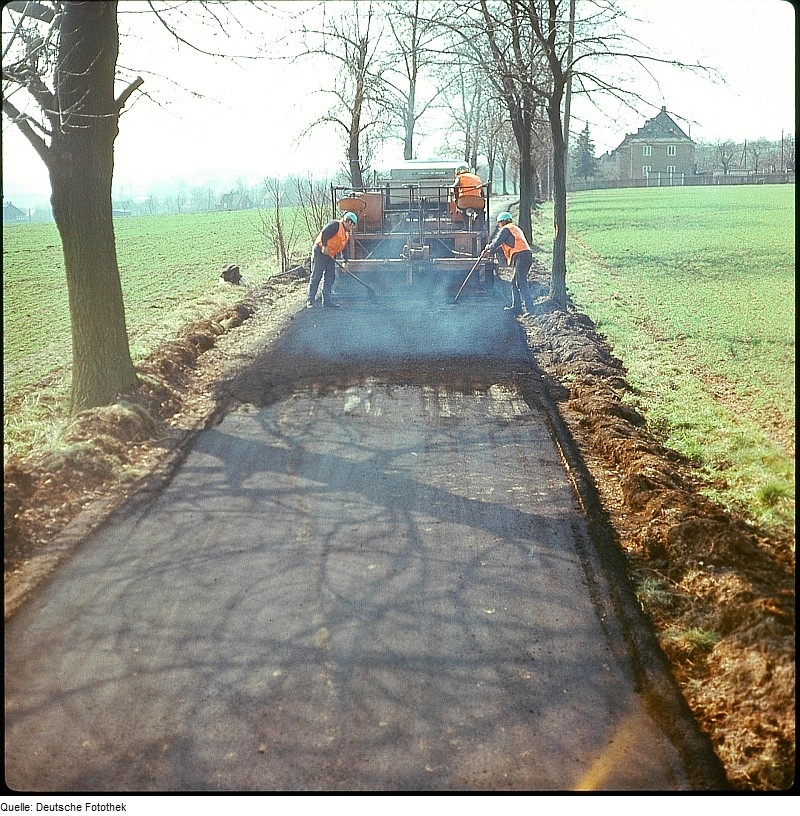
Asphaltierung einer Straße bei Karl-Marx-Stadt (1975)

Erst zu Beginn des 18. Jahrhunderts kam es zu Neuentwicklungen auf dem Gebiet der Straßenbautechnik. Zunächst waren es in erster Linie französische Ingenieure der École nationale des ponts et chaussées, wie etwa Daniel-Charles Trudaine, Pierre Marie Jérôme Trésaguet oder Hubert Gautier, die entsprechende Untersuchungen durchführten. Sie stellten fest, dass die Dauerhaftigkeit unmittelbar mit der Tragfähigkeit des Unterbaus und mit der Dichtigkeit der Deckschicht zusammenhängt. Zudem wurde die Straßenentwässerung weiterentwickelt.
Neben französischen Ingenieuren suchten auch andere Ingenieure in anderen Teilen Europas nach Möglichkeiten, den Straßenbau dauerhafter und wirtschaftlicher zu gestalten. Der Schotte John Loudon McAdam entwickelte eine Schotterbauweise (Makadam), deren Kornaufbau von unten nach oben hin feiner wurde. Sein Landsmann Thomas Telford befasste sich mit der Querneigung und Linienführung von Straßen.
Angeregt vom französischen Vorbild entstanden auch im deutschsprachigen Raum seit Beginn des 18. Jahrhunderts Kunststraßen oder Chausseen, etwa im Kurfürstentum Köln bereits 1727 eine befestigte Straße zwischen Köln und Bonn. Fürst Leopold III. Friedrich Franz von Anhalt-Dessau schuf im Rahmen seiner Landschaftsgestaltungen früh ein System von „Lustchausseen“ um Dessau und Wörlitz. In Preußen begann der planmäßige neuzeitliche Straßenausbau unter König Friedrich Wilhelm II. im letzten Drittel des 18. Jahrhunderts. Eine seinerzeit angelegte Probestrecke ist bis heute im Neuen Garten in Potsdam erhalten. 1791 wurde Hanns Moritz von Brühl zum preußischen Chausseebau-Intendanten ernannt und stand damit der ersten preußischen Straßenbaubehörde vor. Damit begann der planmäßige und flächendeckende Ausbau von neuzeitlichen Straßen in Preußen. Die 1791 begonnene Berlin-Potsdamer Chaussee zeichnet sich bis heute im Verlauf der Bundesstraße 1 vom Potsdamer Platz zur Glienicker Brücke und weiter bis in das Zentrum Potsdams ab. Erhalten sind auch Abschnitte der ursprünglichen Allee und mehrere Meilensteine.
Mit dem Zunehmen des Verkehrs (insbesondere mit Aufkommen des Kraftfahrzeuges) und der Radlast stiegen auch die Ansprüche an die Straßenbefestigungen. Besonders problematisch war die Staubentwicklung. Aus diesem Grund versuchte Ernest Guglielminetti Anfang des 20. Jahrhunderts mit Hilfe von Teer die Oberfläche einer Straße zu binden. Fortan ging man dazu über, allerorten die bis zu diesem Zeitpunkt ungebundenen Deckschichten mit Teer, Bitumen oder Zement zu binden und daraus neue Bauweisen zu entwickeln. Das Aufkommen von leistungsfähigen Erd- und Straßenbaumaschinen, wie die des deutschen Industriellen Julius Kemna, trugen dazu bei, dass der ehemals sehr zeit- und personalintensive Straßenbau wirtschaftlicher und schneller durchgeführt werden konnte und damit auch große Bauprojekte, wie die Autobahn, in Angriff genommen werden konnten.

### Gegenwart

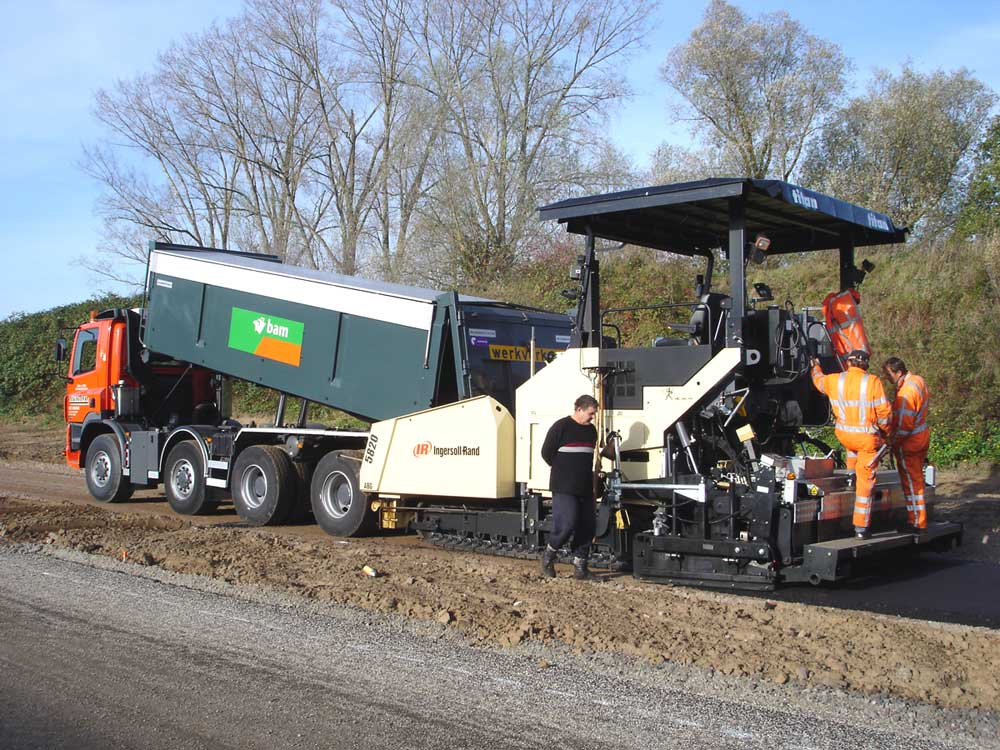
Asphalteinbau mit Fertiger

Straßen und Wege sind nach wie vor der wichtigste Verkehrsweg zur Beförderung von Personen und Gütern. Aus diesem Grund wird das bestehende Straßennetz ständig instand gesetzt und stellenweise auch erweitert. Die Bautechnik und die Bauverfahren werden laufend weiterentwickelt bzw. optimiert, um den steigenden Anforderungen hinsichtlich Qualität, Wirtschaftlichkeit und Verkehrssicherheit gerecht zu werden. Insbesondere der Schutz des Menschen und der Umwelt haben stark an Bedeutung gewonnen und erfordern neue Lösungswege beim Bau von Straßen und Wegen.

## Straßenentwurf

### Planungsablauf
Grundlegend für den Straßen- und Wegebau ist ein umfassender Straßenentwurf. Dieser durchläuft verschiedene Stufen und wird dabei mit jeder Stufe konkretisiert. Ausschlaggebend für eine Straßenplanung kann die Verkehrsüberlastung einer Strecke sein, oder die Beseitigung eines Unfallschwerpunktes. Es besteht jedoch auch die Möglichkeit, dass Programme der Landesentwicklung den Bau einer Straße zur Erschließung und Entwicklung strukturschwacher Regionen vorsehen.
Die im Straßenentwurf festgelegte Trasse muss hinsichtlich ihrer Verkehrssicherheit und Umweltverträglichkeit bewertet werden. Weiterhin ist sie auf Wirtschaftlichkeit und Verkehrswirksamkeit zu prüfen. Die Gesamtheit aller Neu- oder Ausbauvorhaben werden in Maßnahmenplänen zusammengefasst oder nach ihrer Dringlichkeit bewertet. Auf deutscher Bundesebene handelt es sich dabei beispielsweise um den Bedarfsplan für Bundesfernstraßen, in der Schweiz definiert ASTRA das künftige Nationalstrassennetz.
Der Straßenentwurf wird neben der Ausarbeitung des technischen Entwurfs auch von internen Verwaltungsverfahren, die die Bereitstellung von öffentlichen Geldern und die Baugenehmigung erteilen, und politischen Prozessen, z. B. durch Volksbefragungen, begleitet. Während der Entwurfsphase sind zahlreiche Behörden und Interessensgruppen (in Deutschland so genannte Träger öffentlicher Belange) an der Planung zu beteiligen. Sie können das Planungsvorhaben wesentlich beeinflussen.
Am Anfang des Entwurfs steht die Vorplanung (auch Linienentwurf oder Voruntersuchung genannt). Daran schließt sich das Raumordnungsverfahren, das die Vereinbarkeit der Trasse mit den Zielen der Raum- und Landesplanung prüft. Bei erfolgreichem Abschluss der Linienbestimmung kann ein Vorentwurf ausgearbeitet werden. Dieser enthält bereits die konkreten Bestandteile des Straßenentwurfs und dient zur internen Genehmigung bzw. Bereitstellung öffentlicher Mittel. Im anschließenden Schritt der Planfeststellung wird die Maßnahme detailliert dargestellt und mit allen Trägern öffentlicher Belange und natürlichen Personen, deren Belange durch das Vorhaben berührt werden, abgestimmt. Mit dem Ende der Planfeststellung (Planfeststellungsbeschluss) liegt die Baugenehmigung vor. Für die Ausschreibung und Ausführung wird ein detaillierter Bauentwurf ausgearbeitet.
Dieser Planungsablauf wird in der Regel beim Neubau von übergeordneten Straßen angewendet. Kleinere Bau- und Erhaltungsmaßnahmen müssen dagegen nicht derart behandelt werden, da ihre Auswirkungen auf die Menschen und die Natur nicht wesentlich groß sind.
Die technische Bearbeitung des Straßenentwurfs orientiert sich an Regelwerken und Richtlinien, die alle konstruktiven Belange einer Straßenplanung enthalten. Diese Entwurfsrichtlinien sind allgemein verbindlich, können jedoch aus Gründen der Wirtschaftlichkeit und Zweckmäßigkeit auch geändert werden. Die Belange der Verkehrssicherheit dürfen dabei nicht verletzt werden.
Die Baulast von Straßen als Grundlage des Straßenverkehrs kann, je nach Staat, zwischen Staat, Gliedstaaten (z. B. Bundesländer, Kantone) und Gemeinden aufgeteilt werden. In Deutschland sind die Bundesländer, in einigen Bundesländern auch die Landkreise, Straßenbaulastträger. Oft trägt, so in deutschsprachigen Ländern, bei Straßen von landesweiter Bedeutung (Fernstraßen), der Bund die Baulast, untergeordnete Verbindungen werden den Gliedstaaten bzw. den Gemeinden zugeordnet.
Der Straßen- und Wegebau berührt auch das Leben von Anwohnern, einerseits durch eine bessere Verbindung zum Straßennetz, aber anderseits auch mit Beeinträchtigungen durch Geräuschemissionen und Abgase.

#### Deutschland
In Deutschland gibt der Bundestag den Aus- oder Neubaubedarf von Bundesstraßen, Bundesautobahnen, Schienenstrecken und Wasserwegen vor. Die Straßenbauämter der Bundesländer nehmen die durchführende Planung, Bauausführung und Unterhaltung vor, die durch das Bundesverkehrsministerium zu genehmigen ist. Der Vorgang ist im Bundesfernstraßengesetz bzw. Bundeswasserstraßengesetz geregelt und gliedert sich in fünf Phasen:
- Bedarfsplanung: Jede Straßenplanung beginnt mit den gesetzlich durch die Politik vorzugebenden Bedarfsplänen. Eines der wichtigsten Mittel ist der Bundesverkehrswegeplan (BVWP). Die zu bauenden Strecken werden damit festgelegt und mit einer Dringlichkeitsstufe versehen. In einer Vorstufe werden von den Kommunalebenen über die Bundesländer Vorschläge eingereicht. Der Bundestag entscheidet schließlich über die in den Plan aufzunehmenden Projekte. Derzeit aktuell ist der Bundesverkehrswegeplan 2030.

- Vorplanung: Die Vorplanung ermittelt die grobe Trassenführung sowie die gegebenenfalls kreuzungsfrei anzuschließenden Straßen. Zu berücksichtigen sind hierbei insbesondere die Kosten, die verkehrliche Effizienz sowie Schutzbedürfnisse für Mensch und Umwelt. In dieser Planungsphase können Organisationen und Privatpersonen die Pläne nach Auslage in den beteiligten Kommunen nur mit beratendem Charakter kommentieren. Teilweise geschieht dies auch in Bürgerversammlungen. Die Vorplanung schließt mit der Linienbestimmung ab.

- Entwurfsplanung: Hier erfolgt die detaillierte zentimetergenaue Planung des Verkehrsraumes in Fläche und Höhe.

- Planfeststellungsverfahren: Das Planfeststellungsverfahren schließt mit dem Planfeststellungsbeschluss ab, der den Bau des Verkehrsweges beklagbar macht. Daher sind im Zuge dessen alle berührten öffentlichen und privaten Belange gegeneinander abzuwägen und widerstrebende Interessen auszugleichen. Die öffentliche Auslegung der Pläne sowie eine rechtlich bindende Anhörung und Behandlung von Einsprüchen sind Bestandteil dieser Planungsphase. Sofern nach Planfeststellungsbeschluss Klagen gegen diesen durch die Gerichte abgewiesen bzw. gütliche Einigungen erreicht werden, wird dieser endgültig rechtssicher und durchsetzbar.

- Ausführungsplanung, Vergabe und Bau: Hier erfolgt Ausschreibung, Vergabe und Bauausführung bis zur Freigabe.

### Trassierung
Die Trassierung beschreibt die Erarbeitung der Linienführung einer Straße. Als Bezugslinie wird hierfür in der Regel die Straßenachse verwendet.

### Entwurfsunterlagen
Um die Informationen einer Straßenplanung allgemeinverständlich und umfassend darzustellen, werden Pläne mit unterschiedlichen Maßstäben und Detailgenauigkeit erstellt. Weiterhin übernehmen die Pläne verschiedene Darstellungsansichten, um die Straße als Raumkurve abzubilden.
Folgende Planunterlagen sind Kernbestandteil eines Straßenentwurfs:
- Lageplan
- Höhenplan oder Längenschnitt
- Querschnitt

## Straßenbautechnik

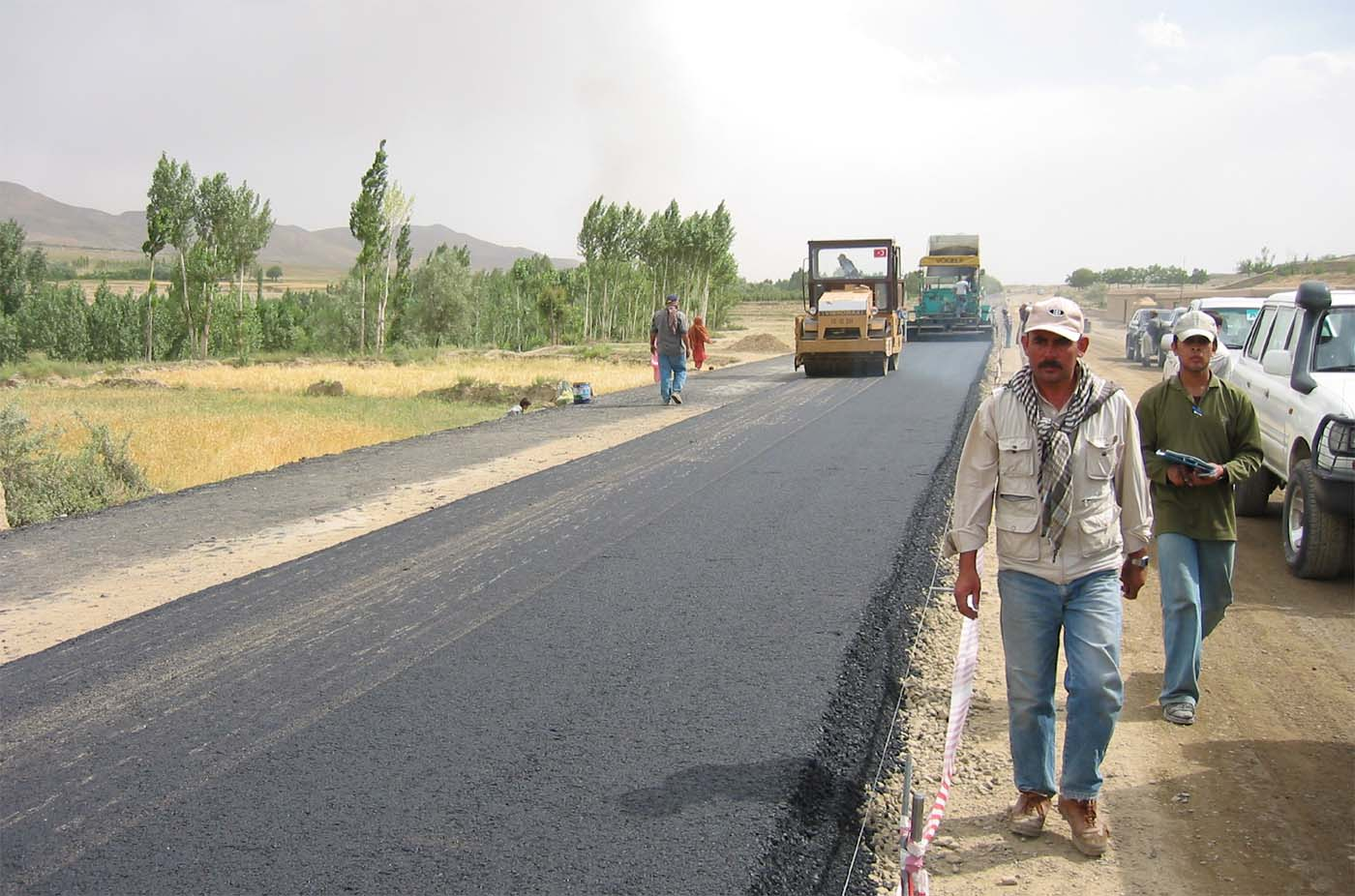
Straßenbaustelle in Afghanistan

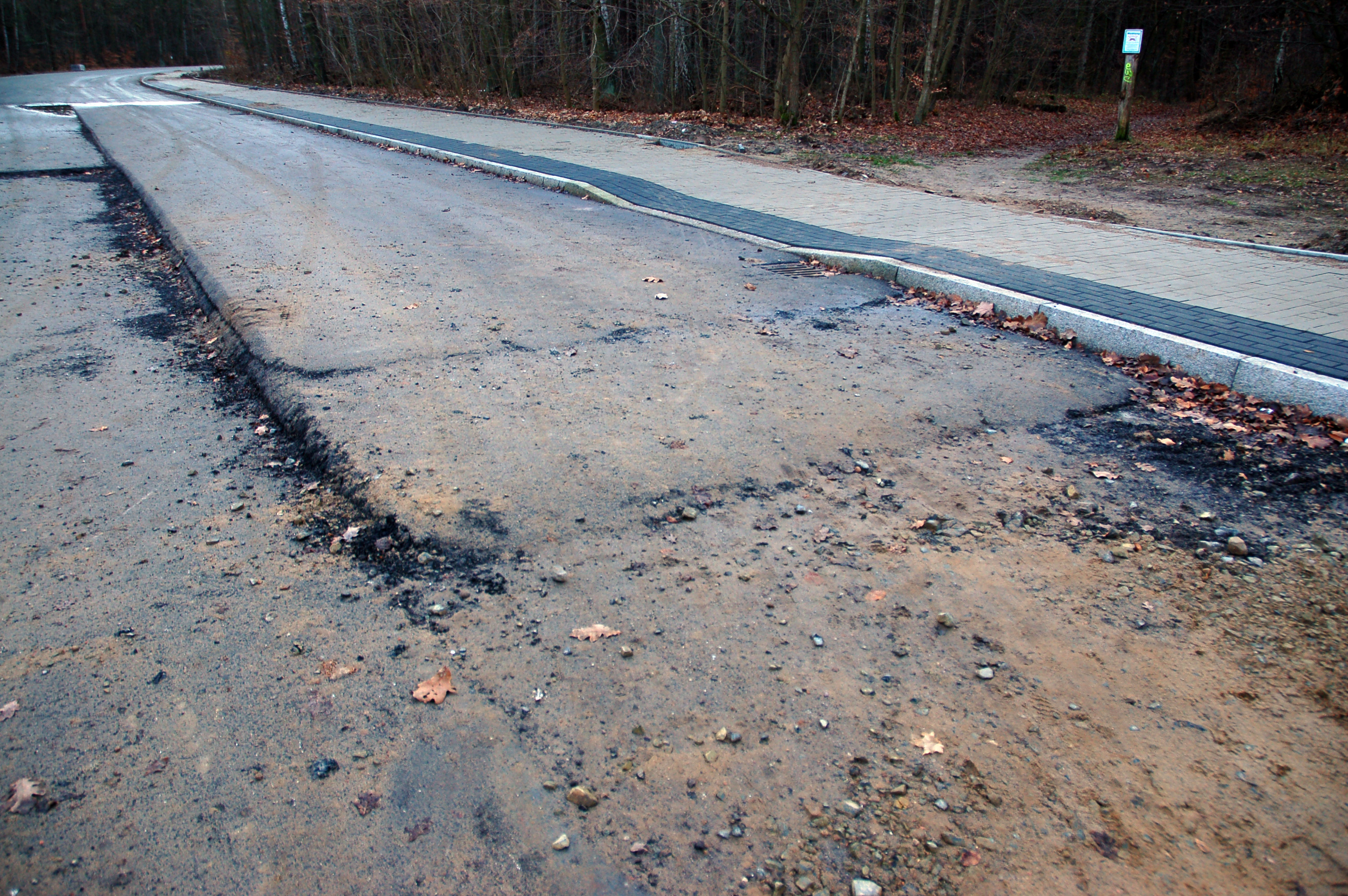
Aufbau einer Asphaltstraße mit Tragschicht, Binder und Deckschicht

Im Straßen- und Wegebau haben sich im Laufe der Zeit zahlreiche Bautechniken und Bauweisen herausgebildet mit deren Hilfe es möglich ist, dauerhafte und sichere Straßen und Wege zu errichten. Dazu bedient sich die Straßenbautechnik verschiedener Baustoffe und Bauverfahren. Ein weiteres Element der Straßenbautechnik ist die Straßenentwässerung und die Landschaftspflege.

### Baustoffe
Beim Straßenbauhandwerk werden Straßen und Wege aus verschiedenen Materialien wie Asphalt, Beton, Pflaster, Großformate oder aus ungebundenem Material (beispielsweise Schotter) hergestellt (Deckschicht und Tragschicht). Die Herstellung erfolgt dabei bei größeren Baumaßnahmen mit einem Straßenfertiger bei Asphaltstraßen bzw. mit einem Betonfertiger bzw. Gleitschalungsfertiger bei Betonstraßen. Kleine Baumaßnahmen und Reparaturen werden oft manuell ausgeführt. Asphalt ist bis zu einem gewissen Temperaturbereich flexibel. Deshalb bilden sich an stark belasteten Bereichen im Lauf der Zeit Spurrinnen. Bei zu hoher Außentemperatur kann Asphalt sich verformen und beschädigt werden.

### Bauverfahren
Wichtige Punkte beim Straßenbau sind:
- Wahl der eingesetzten Maschinen,
- Wahl des eingebauten Materials,
- Beachtung der Umweltbedingungen (Temperatur, Regen etc.),
- ausreichende Verdichtung bei der richtigen Asphalttemperatur.

### Entwässerung

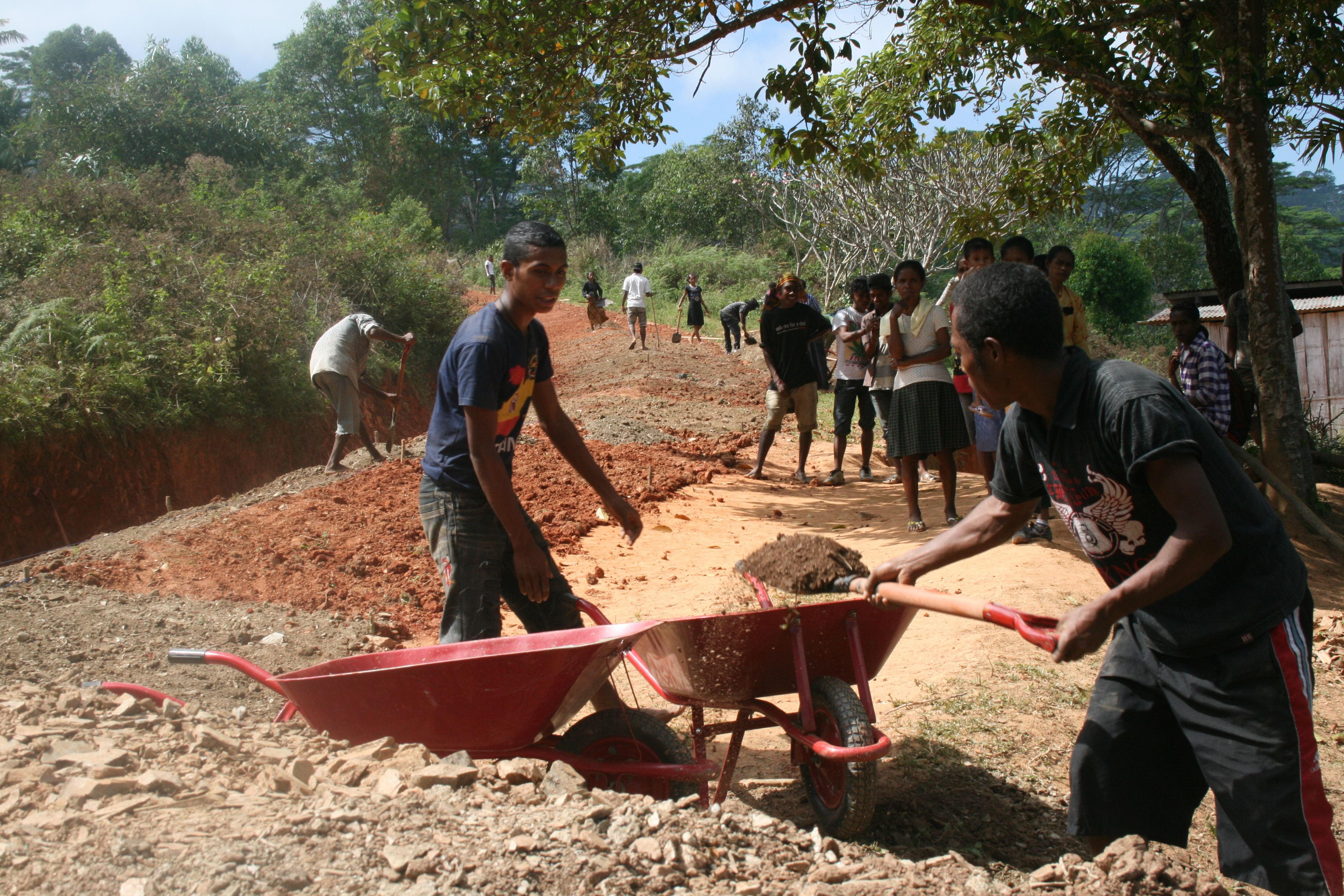
Straßenbau in Osttimor (2010)

Die Entwässerung von Straßenbauwerken ist von elementarer Wichtigkeit, da nur so verhindert werden kann, dass Oberflächenwasser in die Konstruktion eindringt und damit zu Zerstörungen führt. Weiterhin wird die Verkehrssicherheit gewährleistet, da Aquaplaning und Eisflächenbildung verhindert wird. Aus diesem Grund besitzt die Straßenoberfläche eine ausreichende Neigung in Längs- und/oder Querrichtung, die das Wasser zuverlässig zur Seite hin abführt. Dort kann es entweder versickern oder wird mit Hilfe von Gräben oder Sammelleitungen zur Vorflut abgeleitet.
Bei fast ebenem Geländeverlauf des Straßenbauwerks wird die Entwässerung in Längsrichtung zum Beispiel mit einer sogenannten „Pendelrinne“ aus Gussasphalt oder 1–3 zeiligen Pflasterzeilen zum Beispiel „Homburger Kante“ aus Natur- oder Betonwürfelsteinen hergestellt. Die zu entwässernde Gesamtfläche sollte 500 m² nicht übersteigen.
Straßenbauwerke, die eine Querneigung haben, sogenannte „Dach- oder Pultprofile“ entwässern entweder aus der Straßenmitte (Dach), oder vom Rechten oder Linken Fahrbahnrand (Pult).
Straßenbauarbeiten werden in Deutschland zum Beispiel in der VOB Teil C: Allgemeine Technische Vorschriften (ATV) Pflasterdecken und Plattenbeläge DIN 18318 und Oberbauschichten mit bituminösen Bindemitteln VOB Teil C: DIN 18317, beschrieben.

### Straßenausstattung
Neben der Errichtung des eigentlichen Straßenkörpers zählt auch das Hinzufügen und Erhalten der Straßenausstattung zum Straßenbau. Sie ermöglicht erst eine sichere Benutzung der Straße. Bestandteile der Straßenausstattung sind beispielsweise Fahrbahnmarkierungen, passive Schutzeinrichtungen (Betongleitwand oder Stahlschutzplanke, auch Leitplanke genannt), wegweisende Beschilderung, Beschilderung der Straßenverkehrsordnung, Beleuchtung und Lichtsignalanlagen, auch Ampeln genannt.

### Qualitätssicherung
Um die Dauerhaftigkeit von Straßen zu gewährleisten und die finanziellen Mittel zu schonen, sind die Straßen selbst und die zugehörigen Baustoffe während der Herstellung auf ihre Eigenschaften hin zu überprüfen. Hierfür können vor Ort Versuchsanordnungen durchgeführt oder Proben genommen und dann anschließend im Labor untersucht werden.

### Baustraße

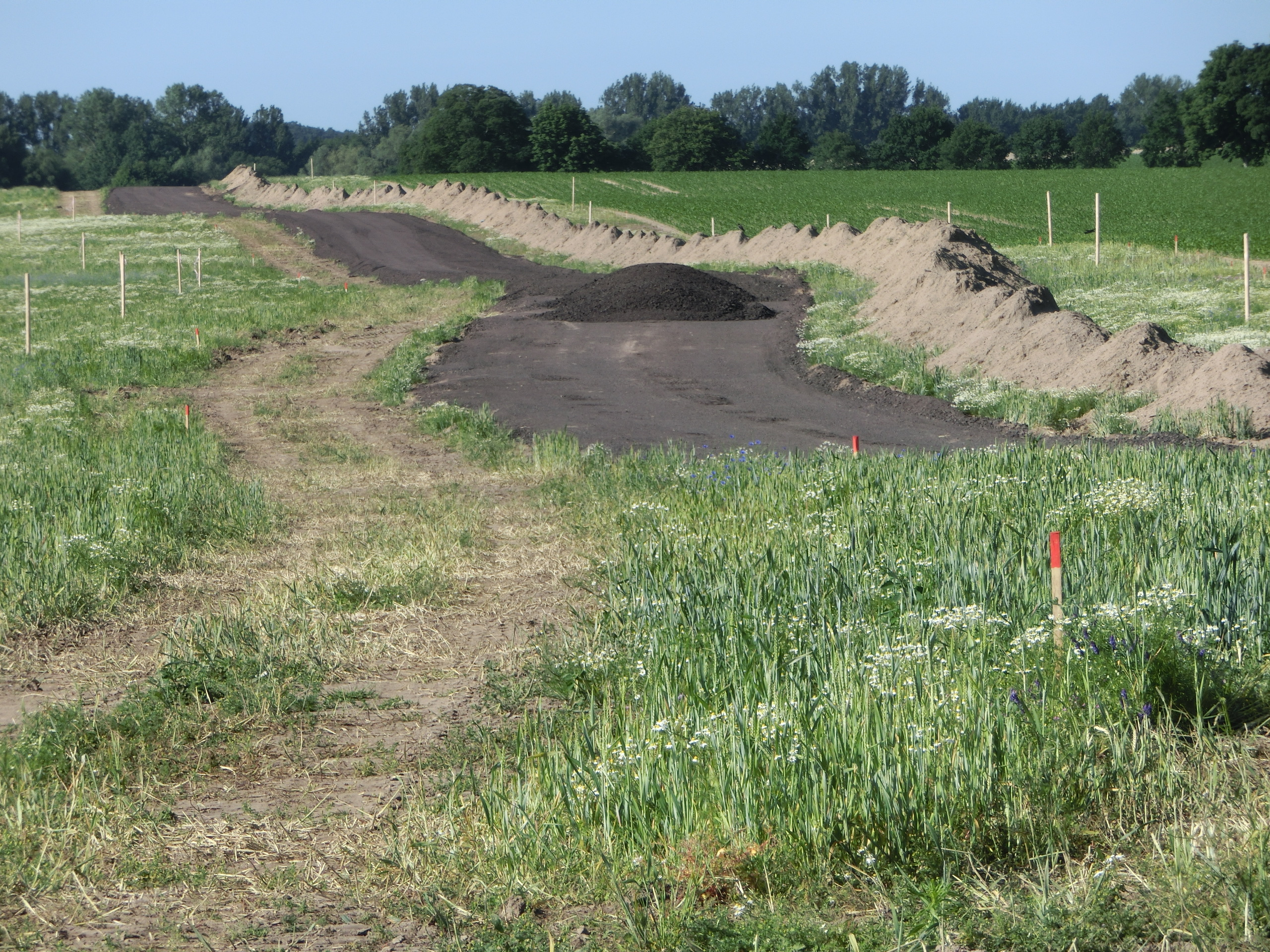
Baustraße

Der Bau von Brücken oder Kreuzungen kann die Einrichtung von temporären Baustraßen nötig machen. Baustraßen sind auf kurze Benutzungsdauer ausgelegt. Im einfachsten Fall wird nur der Oberboden abgetragen und eine Schotter- oder Kiestragschicht eingebaut. Bei besonderen Anforderungen kann die Baustraße auch zusätzlich asphaltiert werden.

## Straßenerhaltung
Die Straßenerhaltung als Teil des Straßenbaus enthält alle Maßnahmen, um den Gebrauchswert eines befestigten Verkehrsweges zu erhalten und die Sicherheit für die Verkehrsteilnehmer zu gewährleisten. Zu diesem Zweck braucht es regelmäßige Zustandskontrollen und gegebenenfalls Maßnahmen zur Instandhaltung, Instandsetzung oder Erneuerung.

## Straßenbaufinanzierung

### Bundesfernstraßen
Die Finanzierung der Straßen erfolgt in Deutschland über Steuern und – im Falle des Bundesfernstraßennetzes, das mit 72 % im Güterverkehr und 56 % im Personenverkehr bei weitem das Gros der Leistung auf der Straße aufnimmt – zusätzlich über die Lkw-Maut. Am 15. April 2011 hat der Bundestag das Gesetz zur Neuregelung mautrechtlicher Vorschriften für Bundesfernstraßen beschlossen, demzufolge die dem Bund zufließenden Mittel der Lkw-Maut für den Bundesfernstraßenbau zu verwenden sind. Dies sind im Jahr 2011 ungefähr 3,2 Mrd. €. Sie werden ergänzt durch Mittel aus dem allgemeinen Haushalt. Deren jährliche Höhe ist jedoch nicht fest vorgegeben und ergibt sich von Jahr zu Jahr neu aus den jeweiligen haushaltspolitischen Entscheidungen. Mit diesen wird auch alljährlich die nach wie vor bestehende gesetzliche Zweckbindung von 50 % der Mineralölsteuereinnahmen (im Jahr 2008: 33,6 Mrd. €) für den Straßenbau, wie sie in Art. 1 des Straßenbaufinanzierungsgesetzes von 1965 verankert ist, ausdrücklich immer wieder neu ausgesetzt.
Insgesamt belaufen sich die Mittel für den Bundesfernstraßenbau auf 12,5 Mrd. € für das Jahr 2021. Als bedarfsgerechte Investitionshöhe hatte ursprünglich die Regierungskommission Verkehrsinfrastrukturfinanzierung durch die sogenannte „Pällmann-Kommission“  eine Investitionslinie von jährlich mindestens 6 Mrd. € veranschlagt.

### Landes-, Kreis- und Gemeindestraßen
Die Finanzierung der Landes-, der Kreis- und der Gemeindestraßen wird geleistet durch die jeweils betreffende föderale Gebietskörperschaft, wobei die Gemeinden nach dem Gemeindeverkehrsfinanzierungsgesetz (GVFG) zusätzlich ergänzende Bundesmittel zur investiven Verwendung für ihre kommunale Verkehrsinfrastruktur (Straße und schienengebundener Öffentlicher Personennahverkehr) zur Verfügung gestellt bekommen. Es handelt sich dabei um eine Summe von rund 1,34 Mrd. € jährlich. Deren Bindung für verkehrliche Zwecke läuft nach 2013 aus. Ab 2014 soll die Mittelhöhe geprüft und gegebenenfalls zurückgeführt werden. Für die Periode bis 2019 haben sich Bund und Land im Zuge der Hochwasserhilfe 2013 auf eine Beibehaltung der Mittel in gleicher Höhe geeinigt.
Das Volumen für Straßenbaumaßnahmen der Länder betrug 2013 € 3,159 Mrd., das der Gemeinden € 8,629 Mrd. 2009 galt auch das kommunale Straßennetz als unterfinanziert. Hier wurde von einem jährlichen Investitionsbedarf in Höhe von 10,8 Mrd. € ausgegangen.
Insbesondere sog. Anliegerstraßen werden vielfach anteilig durch Erschliessungs- und Straßenausbaubeiträge finanziert. Hier zahlen die  Grundstückseigentümer der anliegenden Grundstücke je nach Grundstücksgröße und Bebaubarkeit einmalig Beiträge für die Erneuerung, Verbesserung und Erweiterung der Straßen. Einzelheiten dazu finden sich im Baugesetzbuch (BauGB) und in den Kommunalabgabengesetzen der einzelnen Länder. Nicht alle Bundesländer machen davon Gebrauch.